# 23. letalska baza (Poljska)
Koordinati:   52°11′44″N, 21°39′25″E
23. letalska baza (poljsko 23. Baza Lotnicza) je ena izmed letalskih baz Poljskega vojnega letalstva; nahaja se šest kilometrov vzhodno od Mińsk Mazowieckega. 

## Zgodovina
Baza je bila ustanovljena 1. januarja 2001, s čimer so nadomestili razpuščeni 1. letalski polk »Varšava«. Trenutno glavna enota, ki je garnizirana v bazi, je 1. letalski taktični eskadron, ki uporablja lovce MiG-29.